# Stenopetalum robustum
Stenopetalum robustum är en korsblommig växtart som beskrevs av Stephan Ladislaus Endlicher. Stenopetalum robustum ingår i släktet Stenopetalum och familjen korsblommiga växter. Inga underarter finns listade i Catalogue of Life.